# Friedrich-Carl Rabe von Pappenheim
Friedrich-Carl Rabe von Pappenheim (5 de octubre de 1894-9 de junio de 1977) fue un general en la Wehrmacht de la Alemania Nazi durante la II Guerra Mundial. Fue condecorado con la Cruz de Caballero de la Cruz de Hierro. Pappenheim se rindió a las tropas soviéticas en mayo de 1945. Condenado como criminal de guerra en la Unión Soviética, fue retenido hasta 1955.

## Condecoraciones
- Cruz de Hierro (1914)
  - 2ª Clase (12 de enero de 1915)
  - 1ª Clase (19 de abril de 1917)
- Cruz de Honor 1914-1918
- Caballero de Primera Clase de la Orden de la Rosa Blanca de Finlandia (6 de septiembre de 1937)
- Orden Estonia de la Cruz del Águila 3ª Clase (30 de octubre de 1937)
- Cruz de Oficial de la Orden de la Corona de Italia (26 de noviembre de 1937)
- Orden Yugoslava del Águila Blanca (20 de enero de 1938)[1]
- Orden de Orange-Nassau con espadas (19 de febrero de 1938)
- Cruz de Hierro (1939)
  - 2ª Clase (17 de junio de 1940)
  - 1ª Clase (10 de abril de 1941)
- Cruz Alemana en Oro (8 de noviembre de 1944)
- Cruz de Caballero de la Cruz de Hierro el 30 de abril de 1945 como Generalleutnant y comandante de la 97. Jäger-Division[2]